# 一體機

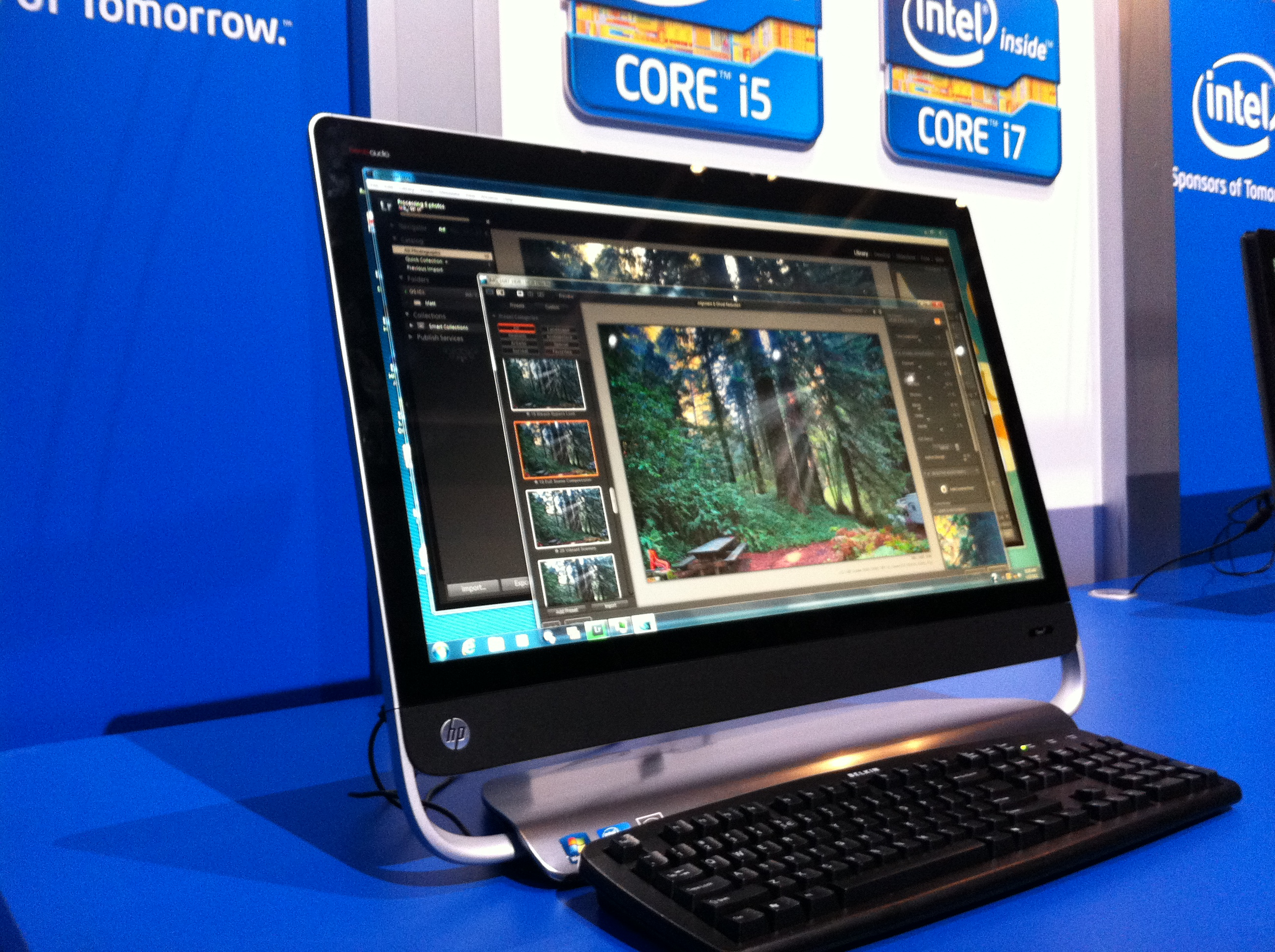
惠普出品的一体机:HP TouchSmart

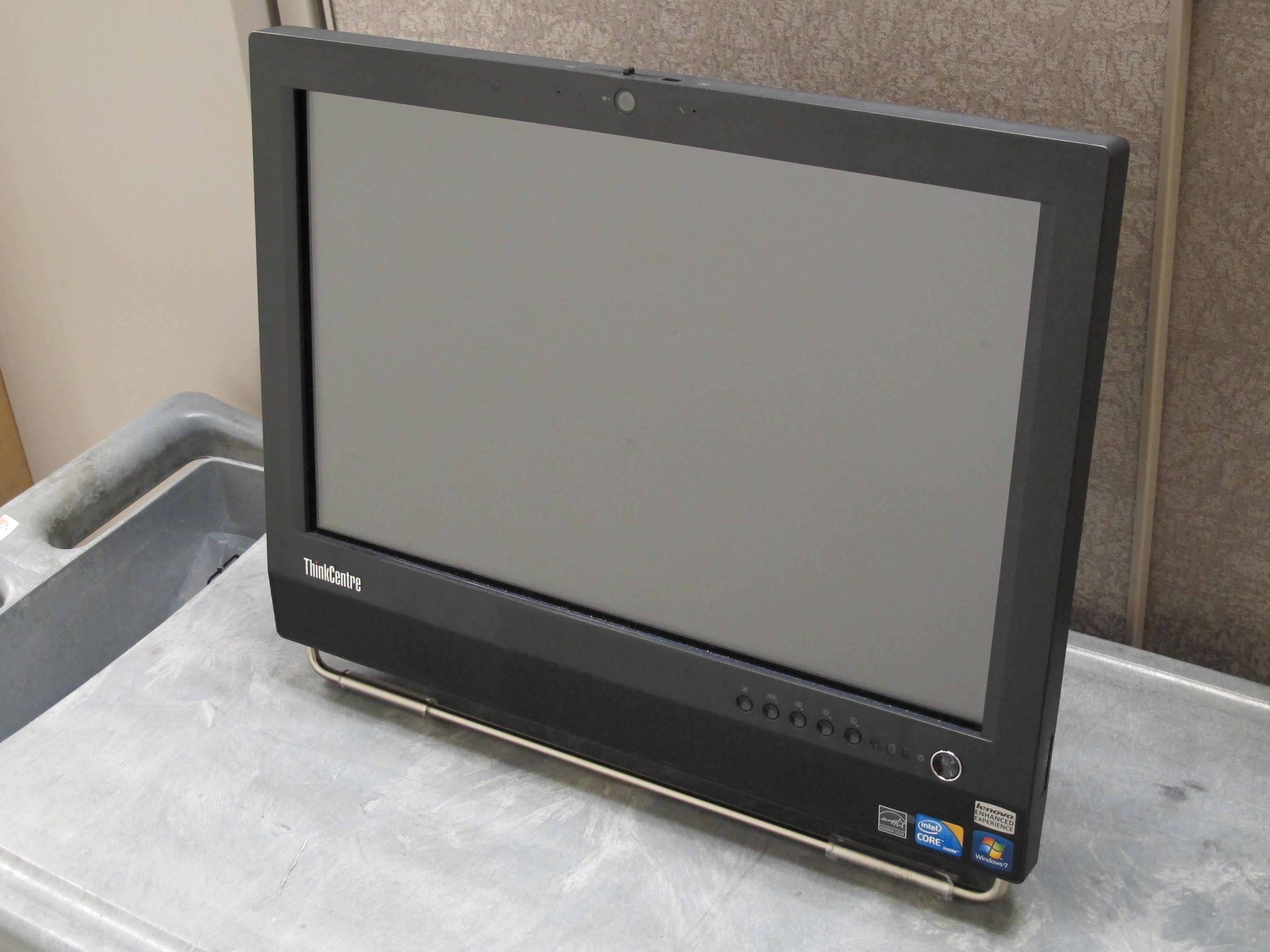
联想出品的一体机:ThinkCentre

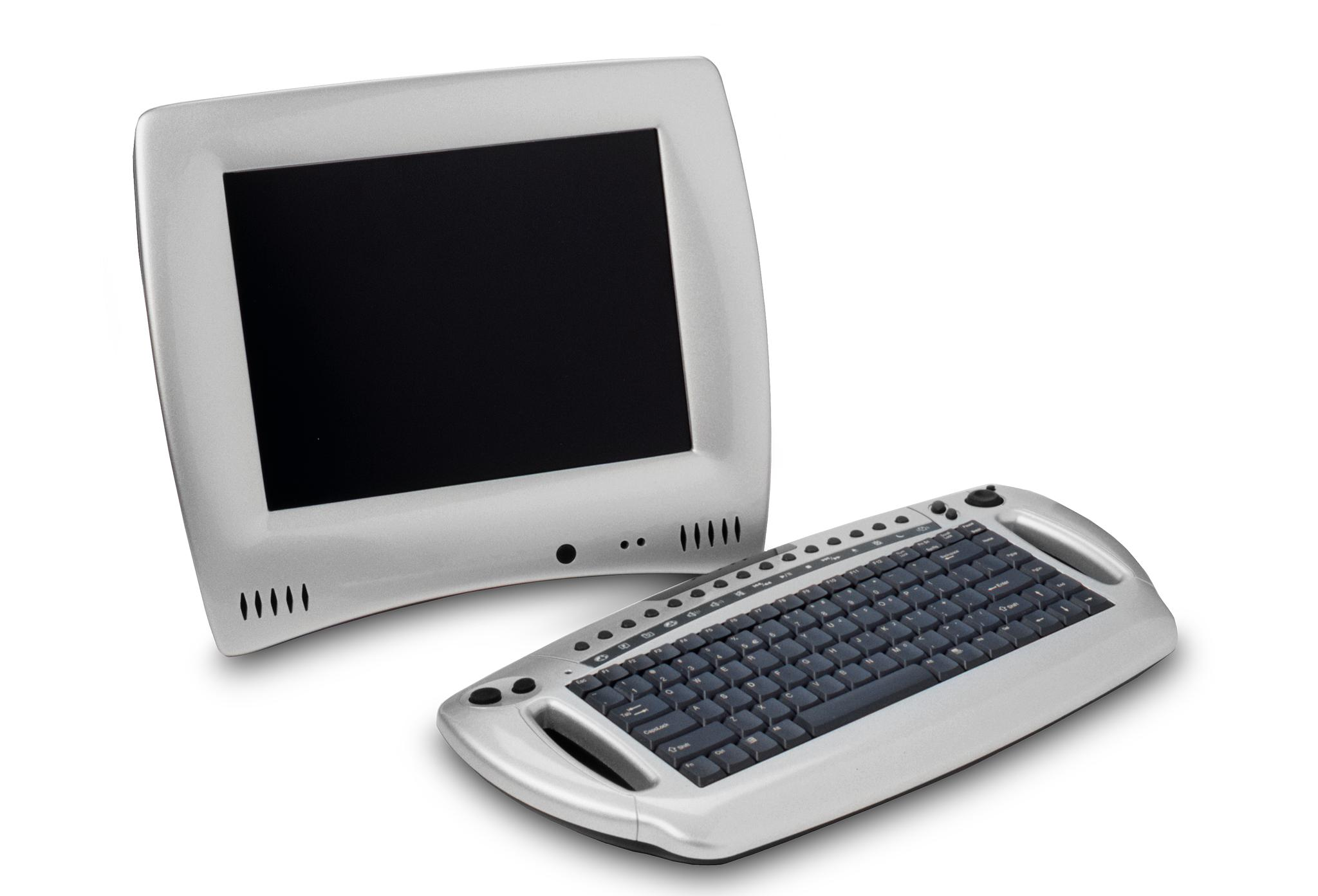
2000年，一体机的概念图

一體機（英語：All-in-One PC，簡稱“AIO”）是一種把机箱（包括内部的微处理器、主機板、硬碟等组件）、喇叭、摄像头及顯示器等整合為一體的桌上型電腦。蘋果公司最先開發此區塊將一體機推出市場，從1980年代的麦金塔电脑到後來從1990年代改名到現今的iMac，都是以一體機為主力機種來販賣。2009年，Intel推出的低價CPU Intel Atom，促使各電腦廠商增加對AIO機型的設計和量產，但是大多廠商推出I3等級或是更低階CPU，在這方面眾廠商不如蘋果公司來的成功。

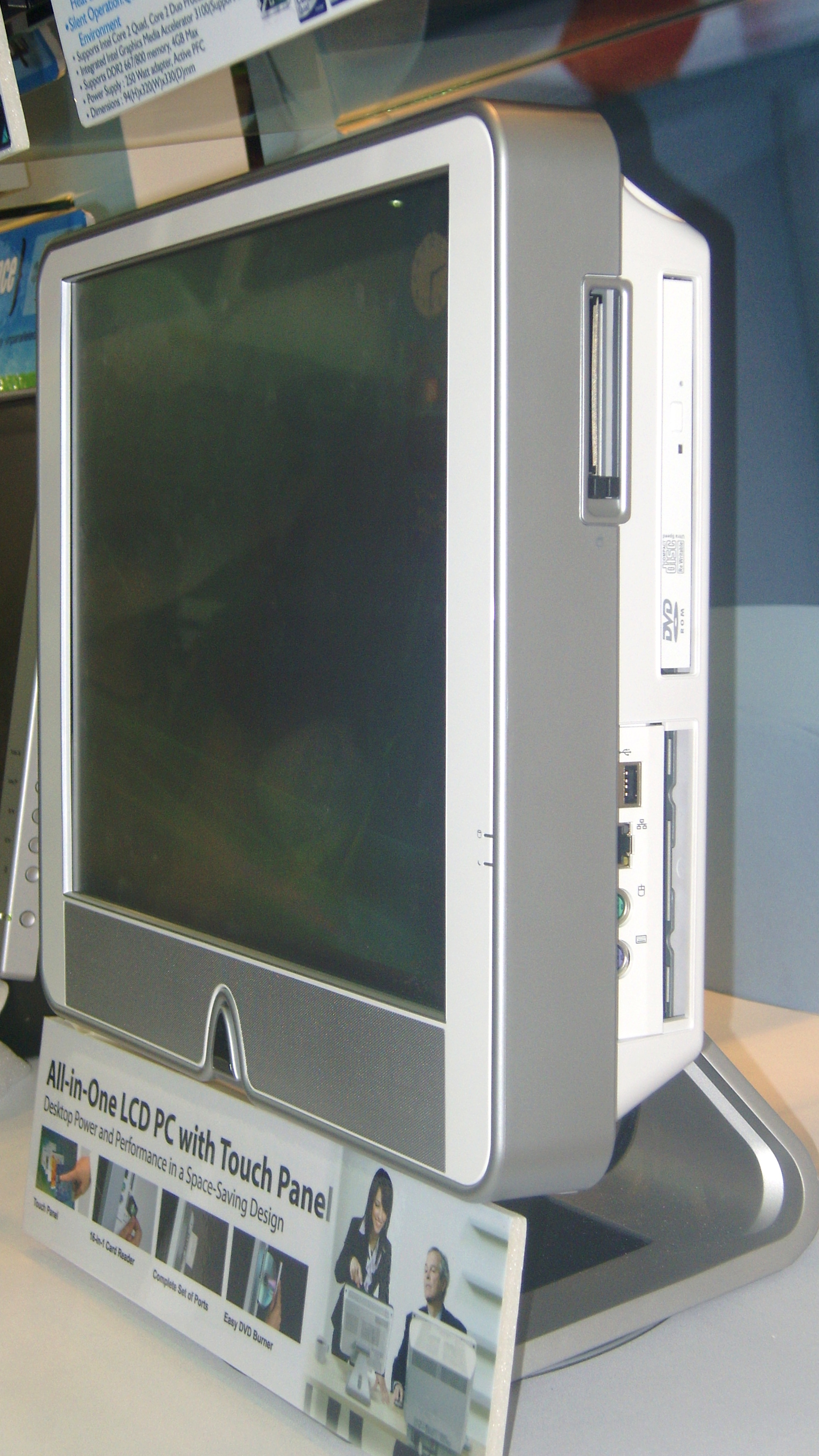
微星科技的一體機：MSI Crystal A410

## 主要特點
一體機通常比一般的桌上型電腦較輕便，大部分的一體機亦在機身加上把手。部份一體機採用觸控螢幕。
如筆記型電腦一樣，一體機的特點都是難於升級和自訂硬件，因為所有內置硬件可能是直接放在顯示器後面。

## 作業系統
目前市面上在銷的一體機作業系統主要有：
- macOS
- Windows

## 主要品牌
市面上推出一體機的主要品牌有：
- 蘋果
- 微軟
- 宏碁
- 聯想
- 戴爾
- 華碩
- 微星
- 惠普
- 建碁

## 一體機的优缺点

### 優點
- 相較於傳統PC，一體機有著體積小、美觀較容易配合室內擺設的優點。相較於筆記型電腦，一體機性能較優異，保持一定程度的便攜性。

### 缺點
- 一體機因為將PC各部分硬體整合在一起，造成很難對機器進行升級。